# サンエックス
サンエックス株式会社（英: San-X Co., Ltd.）は、東京都千代田区神田多町に本社を置く、文具、雑貨などの製造販売やキャラクターの版権販売管理をおこなう会社である。
初期のヒット文具に、1978年登場の「コンチェルト (CONCERTO)」、1980年登場の「ボビーソクサー (Bobby Soxer)」「アクアマリン (AQUA MARINE)」などがある。初の自社開発のキャラクターは1980年登場の「ロンピッシュクラウン (ROMPISH CLOWN)」。これはさほどヒットしなかったが、1984年登場の「ペンシルクラブ」、1987年登場の「ピニームー」などはロングヒットになる。
ロゴは社名にちなみ、「X」を3つ横に並べたような形のものを使用していたが、2000年に四つ葉のクローバーをイメージしたものに変わっている。これに合わせ、アルファベット表記も「SAN-X」から「San-X」に変更された。2020年には、ロゴをモチーフとした「サンエックスのようせい」のキャラクター商品を発売している。

## 沿革
- 1932年（昭和7年）4月、初代社長の千田杏三が「チダ・ハンドラー」の名で創業[1]。文具店を主な顧客とする杏三の個人商店であった[4]。
- 1941年（昭和16年）10月、有限会社に改組・法人化[1]。
- 1957年（昭和32年）、株式会社に改組[4]。
- 1973年（昭和48年）5月、社名を「サンエックス」に変更[1]。
- 1984年（昭和59年）1月、千田昌男が社長に就任[1]。
- 1998年（平成10年）、「たれぱんだ」のヒットにより、他社へのライセンス管理事業も本格化する。
- 1999年（平成11年）、「こげぱん」が登場する。
- 2003年（平成15年）、「リラックマ」が登場する。
- 2009年（平成21年）、2005年にキャラクターデビューした「まめゴマ」がテレビアニメ化。
- 2019年（令和元年）、2012年にキャラクターデビューした「すみっコぐらし」が映画化。

## 管理部署
- 管理本部
- 製作本部
- OEM事業部
- ライセンス事業部
- 営業部
- 海外事業部
- プロモーション事業部

## 主なキャラクター
1990年代中盤まで、開発したキャラクターは自ら製造販売する文具・雑貨で使用することがほとんどであったが、1998年に「たれぱんだ」がヒットして以来、他社へのキャラクターライセンス事業を積極的に行うようになった。
開発するキャラクターは、動物や非生物を擬人化・デフォルメしたものが多い。
サンエックスは自社のマスコットキャラクターについて、個人が作成したファンアートや二次創作物をインターネットやSNS上に掲載、及び販売することを全面的に禁止している。
- ロンピッシュクラウン（ROMPISH CLOWN）（1980年）[2]
- ヘルシーモーモー（HEALTHY MO-MO-）（1983年）[2]
- ペンシルクラブ（PENCIL CLUB）（1984年）[2][1]
- ピニームー（Pinny-Mu）（1987年）[2][1]
- アメージングナイト（1988年）[1]
- カイジュウパラダイス（KAIJYU PARADISE）（1988年）[2][1]
- わくわくコレクション（1988年）[2]
- エスパークス（1989年）[1]
- たれぱんだ（1998年）[1]
- ぶるぶるどっぐ[6]
- ハムちゃん商店街（2000年）
- こげぱん（1999年）[1]
- にゃんにゃんにゃんこ（2000年）[1]
- ひらびっと（2000年）
- アフロ犬（2001年）[1]
- みかんぼうや（2001年）[1]
- わんわんわんこ（2001年）[7]
- あまぐりちゃん。（2001年）[8]
- なごみまくり（2002年）[9]
- シーパラダイス（2002年）[10]
- まりもこちゃん（2002年）[11]
- ニジノムコウ（Nijinomukou）（2002年）[12]
- リラックマ（2003年）[1]
- ももぶた（MOMOBUTA）（2004年） - セガトイズとの共同開発[13]。
- まめゴマ（2005年）[1]
- モノクロブー（2005年）[1]
- ねこのパンヤ（2005年）[14]
- 次の日ケロリ（2006年）[1]
- Ruu&Suu（ルゥ&スゥ）（2006年）[15]
- ジュエルキャット（2006年）[16]
- 靴下にゃんこ（2007年）[1]
- ゴリンゴ（2007年） - フジテレビ『ポンキッキ』との共同企画キャラクター[17]。
- ベビーブー（2007年）[18]
- かものはしかも。（2007年）[19]
- パレッツスウィートストリート（2007年）[20]
- スキトイッショ。（2008年）[21]
- とってもかんたんくん（2008年）[22]
- サボカッパ（2008年） - 主婦と生活社との共同開発[23]。
- きれいずきん生活（2009年）[24]
- ベリーパピィ（Berry Puppy）（2009年）[25]
- センチメンタルサーカス（2010年）[1]
- いいわけん。（2010年）[26]
- おやすみバクラ（2010年）[27]
- すみっコぐらし（2012年）[28]
- ゾンビット[29]
- しらす隊（2014年）[30]
- ころころコロニャ（2015年） - 初商品化は2016年[31]、本格的な商品化は2017年[32]。
- チキップダンサーズ（2021年）
- シュガーココムー（2024年）[33]
- うそ探偵トマント（2025年）[34]

## キャラクターを使用しない文具・雑貨
「たれぱんだ」がヒットするまでは、キャラクターに依存しない製品の割合が大きかった。ワンポイントのロゴタイプを使った「BE A MAN」、「CONCERTO（コンチェルト）」、風景写真やイラストを使った「SOUND SCAPE（サウンドスケープ）」などが知られている。現在も非キャラクター系の製品を発売しており、パックレターなどに写真を使ったものやパターンをデザインしたものがみられる。

## 出身者
- 征矢浩志
- 笹木竹丸
- すぎやままさこ
- コンドウアキ
- 末政ひかる
- たかはしみき
- なかじまみすず
- よこみぞゆり

## ゲーム
- 『サンエックスランド 〜テーマパークであそぼう!〜』（2006年3月30日・ニンテンドーDS
- 『サンエックス キャラさがしランド』（2007年4月19日・ニンテンドーDS
- 『San-X キャラクターチャンネル 〜オールスター大集合!〜』（2008年8月28日・ニンテンドーDS